# ذخیره انرژی حرارتی
ذخیره انرژی گرمایی (انگلیسی: Thermal energy storage) به کمک تکنولوژی‌های متنوعی به دست می‌آید. بسته به هر نوع تکنولوژی، می‌توان انرژی حرارتی اضافی را برای ساعت‌ها، روزها یا ماه‌های بعد در سیلوهای شنی، در مقیاس‌های مختلف از جمله فرایند مجزا، در ساختمان، ساختمان‌های چند کاربره منطقه یا شهر، ذخیره و استفاده کرد. از مثال‌های کاربردی به تعادل تقاضا برای انرژی بین روز و شب، ذخیره گرمای تابستان برای گرمایش زمستان یا ذخیره سرمای زمستان جهت تهویهٔ در تابستان می‌توان اشاره نمود. (ذخیره‌سازی فصلی حرارتی).
رسانه‌های ذخیره‌سازی شامل مخازن آب با یخ خرد شده، توده‌های سنگ بستر زمین با استفاده از مبدل‌های حرارتی وگمانه‌ها و آبخوان‌های عمیق موجود در بین سطوح غیرقابل نفوذ، چاه‌های کم عمقی که با ماسه و آب و محلول‌های یوتکتیک و مواد تغییر فاز عایق‌بندی شده‌اند می‌باشند.
از دیگر منابع انرژی حرارتی برای ذخیره‌سازی: گرما یا سرمای تولید شده توسط پمپ‌های حرارتی در ساعات کم باری (مصرف پایین برق) می‌باشد که این عمل ذخیره‌سازی را اصلاح پیک می‌نامند.
گرمای تولیدشده از نیروگاه‌های ترکیبی گرما و قدرت (CHP) انرژی الکتریکی تجدید پذیری می‌باشد که این مقدار بیشتر از تقاضای شبکه و اتلاف گرما در طول فرایندهای صنعتی است. ذخیره‌سازی گرما به صورت فصلی و نیز کوتاه مدت به‌عنوان ابزار مهمی برای سهم‌های بالای تولید برق تجدید پذیر که به صورت ضعیفی متعادل شده‌اند و ترکیب بخش‌های برق و گرما در سیستم‌های انرژی که به صورت کامل یا تقریباً کامل توسط انرژی تجدیدپذیر تغذیه شده‌اند، در نظر گرفته می‌شود.

## ذخیره انرژی خورشیدی

### مخزن ذخیره سازی آب گرم خورشیدی و ذخیره انرژی حرارتی فصلی
اکثر سیستم‌های حرارتی خورشیدی فعال، ذخیره‌سازی را برای ساعاتی از روز فراهم می‌کند. تعداد زیادی از وسایل ذخیره‌کننده انرژی گرمایی را در تابستان به صورت فصلی (STES) به‌منظور گرمایش محیط در زمستان ذخیره می‌کنند. انجمن خورشیدی فروددریک (انجمن خورشیدی فروددریک (DLSC) یک جامعه برنامه‌ریزی شده در اوکوتوک آلبرتا کانادا است که مجهز به یک سیستم خورشیدی مرکزی و فناوری‌های کارآمد دیگر انرژی است. این سیستم گرمایشی اولین نوع خود در آمریکای شمالی است، اگر چه سیستم‌های بسیار بزرگتری در شمال اروپا ساخته شده‌است. ۵۲ خانه در محله با یک سیستم گرمایشی خورشیدی که با گرمای حاصل از ذخیره‌سازی انرژی خورشید در سقف یک گاراژ است، تأمین می‌شود. در آلبرتا، کانادا، در حال حاضر به ۹۷ درصد گرمای خورشید در طول سال دست یافته‌اند، (بهبود) رکورد جهانی تنها با ترکیب STES امکان‌پذیر است.
استفاده از نهان گرمایی و حساسیت گرمایی نیز ممکن است با یک ورودی حرارتی با درجه حرارت بالا باشد، مخلوط‌های مختلف الکترومغناطیسی فلزات، مانند آلومینیوم و سیلیکون (AlSi12)دارای نقطه ذوب بالا برای تولید پربازده مناسب است، در حالی که ترکیبات آلومینیوم و سیمان قابلیت ذخیره‌سازی گرمایی خوبی را از خود نشان می‌دهند (فناوری نمک مذاب).

## تکنولوژی نمک مذاب
گرمای محسوس نمک مذاب برای ذخیره‌سازی انرژی خورشیدی در یک دمای بالا بکارگرفته می‌شود، نمک مذاب می‌تواند به عنوان روشی برای حفظ انرژی گرمایی بکارگرفته شود.
در حال حاضر، این یک تکنولوژی تجاری برای گرمای جمع‌آوری شده با نیروی خورشیدی متمرکز است. گرما می‌تواند بعداً به بخار بسیار داغ لازم برای تأمین قدرت توربین‌های بخار رایج و در آب و هوای بد یا در شب بکار گرفت، مطلب فوق در دو پروژه خورشیدی در سال‌های ۱۹۹۵–۱۹۹۹نشان داده شده‌است. در سال۲۰۰۶، برآوردها یک بازدهی سالانه ۹۹ درصدی را پیش‌بینی کردند که بر این اساس می‌توان به موضوع انرژی بدست آمده از ذخیره‌سازی گرما قبل از تبدیل آن به برق در مقابل تبدیل مستقیم گرما به برق اشاره کرد. مخلوط‌های یوتکتیک گوناگونی از نمک‌های مختلف استفاده می‌شوند. چنین سیستم‌هایی در کاربردهای غیر خورشیدی در صنایع شیمیایی و فلزی به عنوان مایع انتقال گرما بکار بسته می‌شود، نمک در دمای ۱۳۱درجه سانتی گراد (۲۶۸فارنهایت)ذوب می‌شود، این مایع در دما ۲۸۸درجه سانتی گراد (۵۵۰درجه فارنهایت) در تانک عایق ذخیره سازسردی نگهداری می‌شود. نمک مایع از طریق پنل‌ها در یک گردآورنده خورشیدی پمپاژ می‌شود که در آن نور خورشید متمرکز آن را به دمای ۵۶۶ درجه سانتیگراد(۱۰۵۱درجه فانهایت) می‌رساند. سپس به یک مخزن ذخیره‌سازی داغ فرستاده می‌شود. با استفاده از عایق مناسب مخزن، می‌توان انرژی حرارتی را تا یک هفته ذخیره کرد. هنگامی که برق مورد نیاز است، نمک مذاب داغ به یک ژنراتور معمولی بخار برای تولید بخار بسیار داغ برای راه‌اندازی یک دستگاه توربین_ژنراتور در هر نیروگاه ذغال سنگی، نفتی یا هسته‌ای بکارگرفته می‌شود. (بعنوان مثال) یک توربین ۱۰۰ مگاوات نیاز به یک مخزن با ابعادی با بلندی حدود ۹٫۱ متر (۳۰ فوت) و قطر ۲۴ متر (۷۹ فوت) دارد تا برای چهار ساعت این طراحی را راه‌اندازی کند.
یک مخزن با صفحه تقسیم‌کننده برای نگهداری هر دو نمک مذاب سرد و گرم، استفاده می‌شود. این امر با به دست آوردن ذخیره بیشتر همهٔ گرما در واحد حجم از سیستم مخازن دوگانه است زیرا مخزن نگهداری نمک مذاب به علت ساخت و ساز پیچیدهٔ آن گران‌تر است، ماده تغییر فاز (PCMs) نیز در ذخیره انرژی نمک مذاب استفاده می‌شود.
چندین نیروگاه فرعی سهمی‌وار در اسپانیا و توسعه دهنده برج خورشیدی، از مفهوم ذخیره خورشیددر ذخیره‌سازی گرما استفاده می‌کند، نیروگاه سولانا در ایالات متحده می‌تواند ظرفیت تولید بار برای ۶ ساعت در نمک مذاب را ذخیره کند. در تابستان سال ۲۰۱۳، نیروگاه خورشیدی-نمک مذاب اسپانیایی در اسپانیا اولین بار بود که به‌طور مداوم تولید برق ۲۴ ساعته در روز را به مدت ۳۶ روز انجام داد.

## ذخیره‌سازی حرارت در مخازن یا غارهای سنگی
یک باتری بخار یک مخزن استیل فشار عایق حاوی آب داغ و بخار تحت فشاراست که به عنوان یک وسیلهٔ ذخیره‌سازی گرمابکارگرفته می‌شود، این وسیله برای تولید گرما به وسیله یک منبع متغیر یا ثابت از تقاضای متغیر گرما آبکار گرفته می‌شود. باتری‌های بخار ممکن است برای ذخیره انرژی در پروژه‌های انرژی خورشیدی اهمیت داشته باشند. در اسکاندیناوی درفروشگاه‌های بزرگ به‌طور فراگیر ی برای ذخیره گرما برای چند روز، ایزوله گرماو تولید برق و کمک به زمان‌های اوج مصرف ذخیره‌سازی میان‌فصلی در غارها آزمایش شده که به نظر می‌رسد اقتصادی باشد.

## ذخیره‌سازی گرما در سنگ‌های گرم، بتن، سنگریزه و غیره
آب دارای یکی از بالاترین ظرفیت‌های حرارتی است ظرفیت حرارتی آن- 4.2 J / (cm3 · K) در حالی که ظرفیت حرارتی بتن حدود یک سوم است از سوی دیگر بتن را می‌توان به درجه حرارت بسیار بالاتر رساند - به عنوان مثال گرمایش الکتریکی آن ۱۲۰۰ درجه سانتی گراد است - بنابراین دارای ظرفیت حجمی بسیار بالاتری است. در مثال زیر یک مکعب عایق با بعد ۲٫۸ متر است که به نظر می‌رسد برای ذخیره‌سازی انرژی مورد نیاز برای روشنایی و گرمای یک خانه د تا ۵۰٪ را تأمین کند.
این می‌تواند در اصل برای ذخیره گرمای ناشی از انرژی باد یا حرارت PV اضافی به دلیل توانایی گرمای الکتریکی برای رسیدن به درجه حرارت بالا استفاده شود
درسطح محله، Wiggenhausen-Süd در جهت توسعه وبکارگیری نیروی خورشیدی در Friedrichshafen توجه بین‌المللی را جلب کرده‌است. این ویژگی یک فروشگاه حرارتی بتنی ۱۲٬۰۰۰ مترمکعب (۴۲۰٬۰۰۰ فوت مربع) است که به ۴٬۳۰۰ متر مربع (۴۶۰۰۰ فوت مربع) از مجموعه‌های خورشیدی متصل شده‌است که ۵۷۰ خانه حدود ۵۰ درصد از حرارت و آب گرم خود ازآن تأمین می‌کنند، زیمنس یک ذخیره‌گر دمایی ۳۶ مگاوات در نزدیکی هامبورگ با بازالت دمای ۶۰۰ درجه سانتیگراد و خروجی ۱٫۵ مگاوات برق تولیدی می‌سازد. سیستم مشابهی برای Sorø دانمارک برنامه‌ریزی شده‌است که از۴۱ تا ۵۸ درصد گرمای ۱۸مگاوات ساعت ذخیره شده برای گرمایش منظقه ای شهر بازگردانیده شده و ۳۰ تا ۴۱ درصد برق مرکزی شهر فراهم کند.

## تکنولوژی آلیاژ تقسیم‌پذیر (MGA)
واکنش پذیری آلیاژها وابسه به تمایل به تغیر فاز فلزات برای ذخیره‌سازی انرژی است فلزی در مواد فلزی دیگر که آن را نمی‌توان (مخلوط) آلیاژ کرد به جای پمپاژ مایع فلزی بین مخازن به عنوان یک سیستم مذاب-نمک فلز در یک ماده فلزی دیگر محصور شده‌است، عمل می‌کند. وابسته به دو ماده انتخاب شده (مواد تغییر دهندهٔ فاز و مواد بسته‌بندی شده)، تراکم ذخیره‌سازی می‌تواند بین ۰٫۲ تا ۲ مگاژول برلیتر باشد.
یک مایع کار، معمولاً از آب یا بخار، برای انتقال حرارت به داخل و خارج از MGA استفاده می‌شود هدایت حرارتی MGA اغلب از (تا 400 W / m K) بالاتر است، تکنولوژی‌های رقابتی به معنی سریع تر شدن «شارژ» و «تخلیه» ممکن برای ذخیره‌سازی حرارتی است. البته این تکنولوژی هنوز در مقیاس وسیع اجرا نشده‌است.

## گرم‌کننده برقی منبع گرمایش
بخاری‌های ذخیره ساز رایج در خانه‌های اروپایی با استفاده از اندازه‌گیری زمان کار می‌کنند. (به‌طور سنتی با استفاده از برق ارزان‌تر در شب شب).
آن‌ها از آجرهای سرامیکی باظرفیت بالا یا بلوک‌های پئولیتی که به دمای بالا با برق متکی هستند گرم می‌شوند (ساخته شده‌اند) و ممکن است که عایق خوبی داشته باشند و کنترل آن‌ها برای آزاد شدن گرما در چند ساعت وجود داشته باشد یا نداشته باشد.

## تکنولوژی مبتی بر یخ
چندین کاربرد در حال توسعه هستند من جمله درجایی که یخ در طول دوره‌های غیر اوج بار مصرف، تولید می‌شود و بعداً برای خنک سازی استفاده می‌شود؛ مثلاً در شب برای تبدیل آب به یخ، با استفاده از هزینه برق کم، تهویه مطبوع می‌تواند به لحاظ اقتصادی تر ارائه شود، با استفاده از ظرفیت خنک‌کننده یخ در بعدازظهر برای کاهش مصرف برق مورد نیاز برای تهویه مطبوع مورد نیاز به‌کار گرفته شود. انرژی گرمایی ذخیره شده یخ با استفاده از ظرفیت گرمایی زیاد آب قابل توجیه است. از لحاظ تاریخی، یخ از کوه به شهرها منتقل شد تا به عنوان یک خنک‌کننده استفاده شود. یک تن آب (= یک متر مکعب) می‌تواند ۳۳۴ میلیون ژول (MJ) یا 317000 BTU (۹۳ کیلو وات ساعت) انرژی ذخیره دارد. یک ذخیره‌ساز نسبتاً کوچک می‌تواند یخ کافی برای یک ساختمان بزرگ را در یک روز یا یک هفته نگه دارد.
علاوه بر استفاده یخ در برنامه‌های سرمایش مستقیم، در سیستم‌های پمپی گرمای مبتنی بر حرارت نیز استفاده می‌شود در این برنامه‌ها، انرژی تغییر حالت یک عامل بسیار مهم از ظرفیت حرارتی را فراهم می‌کند که در نزدیکی محدوده دمای کم قرار دارد که پمپ‌های گرمای منبع آب می‌توانند در آن کار کنند تا به سیستم اجازه دهند تا از سخت‌ترین شرایط گرمایش بار خارج شود و زمانی که انرژی عناصر منبع بتوانند به سیستم بازگردند، گسترش یابد.

## ذخیره انرژی فریزر
این از مایع سازی هوا یا نیتروژن به عنوان یک فروشگاه انرژی استفاده می‌کند. یک سیستم انرژی خورشیدی کریوژنیک که به عنوان انرژی ذخیره ز هوا مایع استفاده می‌کند و کمترین مقدار اتلاف حرارت وکمترین افزایش دما هوا برای راه‌اندازی دوباره را دارد که از سال ۲۰۱۰در نیروگاه Slough در انگلستان به کاربسته شده‌است.

## تکنولوژی سیلیکون داغ
سیلیکون جامد یا مذاب دمای ذخیره‌سازی بسیار بالاتری نسبت به نمک‌ها دارد و ظرفیت و کارایی بیشتری نیز دارد. این تحقیق به عنوان یک تکنولوژی ذخیره‌سازی انرژی کارآمد امکان‌پذیر است. سیلیکون قادر به ذخیرهٔ بیش از ۱ مگاژول انرژی در متر مکعب در دمای ۱۴۰۰ درجه سانتیگراد است.

## برق ذخیره‌ای پمپ-گرمایی
در ذخیره انرژی الکتریکی به روش پمپ-گرمایی (PHES) از یک سیستم قابل برگشت برای ذخیره انرژی به عنوان یک اختلاف دما بین دو ذخیره‌گر حرارت استفاده می‌شود.

## ایزنتروپیک
یکی از سیستم‌هایی که توسط شرکت Isentropic شرکت ورشکسته انگلستان توسعه یافت، به شرح زیر است:
دو ظروف عایق شده پر از سنگ خرد شده یا شن است که یک مخزن داغ ذخیره انرژی حرارتی در دما و فشار بالا و مخزن دیگر حاوی رطوبت سرد ذخیره انرژی حرارتی در دمای پایین و فشار کم است. مخازن به وسیله لوله‌هایی به بالا و پایین متصل می‌شود و کل سیستم با گاز بی‌اثر آرگون پر شده‌است.
در زمان شارژ سیستم از پیک کم برق برای عملکرد به عنوان یک پمپ حرارتی استفاده می‌کند. آرگون در دمای محیط و فشاری بالاتر از ظرف سرد با فشار ۱۲ بار فشرده شده‌است که حرارت آن را به حدود ۵۰۰ درجه سانتی گراد (۹۰۰ درجه فارنهایت) رسانیده و گاز فشرده به بالای مخزن داغ منتقل می‌شود؛ جایی که آن از طریق ماسه نفوذ می‌کند، گرما را به سنگ منتقل می‌کند و به دمای محیط بازمی‌گردد. گاز خنک شده اما هنوز تحت فشار قرار دارد که در انتهای مخزن ظاهر می‌شود فشارش به کمتراز ۱ بار می‌رسد و دمای آن را به ۱۵۰-سانتی گراد کاهش می‌یابد، سپس گاز سرد از طریق لولهٔ گرمی عبور می‌کند، تا گرم می‌شود و به شرایط گرم اولیه خود برسد. انرژی به وسیله معکوس کردن چرخه انرژی به عنوان برق افزایش می‌یابد. گاز داغ از مخزن داغ به وسیله یک ژنراتور رانده شده و سپس به مخزن سرد منتقل می‌شود. گاز خنک که در کف مخزن سرد بازیابی می‌شود، فشرده شده و سپس گاز را به دمای گرم محیط بازمی‌گرداند. سپس گاز به پایین مخزن گرم برای گرم شدن منتقل می‌شود. فرایند انبساط و انقباض توسط یک ماشین مجزا طراحی شده که با استفاده از شیرهای کشویی کار می‌کند گرمای اضافی ناشی از ناکارآمدی در فرایند، از طریق مبدل‌های حرارتی در طی چرخه تخلیه به محیط زیست رها می‌شود.
توسعه دهندهٔ آن ادعا می‌کند که راندمان خارج ار تصور ۷۲–۸۰٪ قابل دستیابی است. این نسبت تا ۸۰٪ قابل دستیابی با ذخیره انرژی هیدروژنی پمپی می‌شود.
سیستم پیشنهادی دیگری از تورب ماشین استفاده می‌کند و قادر است در سطوح قدرت بسیار بالاتر عمل کند، استفاده از مواد تغییر حالت (PCM) به عنوان مواد ذخیره‌سازی حرارت باعث افزایش راندمان خواهد شد.

## واکنش‌های گرماگیر/گرماده

### تکنولوژی هیدرات نمک
یک نمونه از سیستم ذخیره‌سازی تجربی بر اساس انرژی واکنش شیمیایی، تکنولوژی نمک هیدرات است. این سیستم با استفاده از انرژی واکنش هنگامی که نمک‌هیدرات یا خشک (دی هیدرات) می‌شوند ایجاد می‌شود، این کار با ذخیره‌سازی گرما در ظرف حاوی محلول ۵۰٪ هیدروکسید سدیم (NaOH) کار می‌کند. گرما (از جمله استفاده از یک جمع‌کننده خورشیدی) با تبخیر آب در یک واکنش گرماگیر ذخیره می‌شود. هنگامی که آب دوباره اضافه می‌شود، گرما در واکنش گرمازا در دمای ۵۰ درجه سانتیگراد (۱۲۰ درجه فارنهایت) آزاد می‌شود. سیستم‌های فعلی در بهره‌وری ۶۰٪ کار می‌کنند. این سیستم به‌ویژه برای ذخیرهٔ انرژی حرارتی فصلی مفید است، زیرا نمک خشک را می‌توان در دمای اتاق(۲۵درجه سانتی گراد) برای مدت زمان طولانی بدون از دست دادن انرژی ذخیره کرد. مخازن با نمک خشک‌شده حتی می‌توانند به مکان دیگری منتقل شوند. سیستم فوق دارای چگالی انرژی بیشتری نسبت به انرژی حرارتی ذخیره شده در آب است و ظرفیت سیستم را می‌توان برای ذخیرهٔ انرژی از چند ماه تا چند سال طراحی کرد.
در سال ۲۰۱۳، توسعه فناوری هلند TNO نتایج پروژه MERIT را برای ذخیره گرما در ظرف نمک ارائه داد گرما می‌تواند از یک جمع‌کننده خورشیدی بر روی پشت بام راه‌اندازی شود، آب موجود در نمک را از بین می‌برد. هنگامی که آب دوباره اضافه می‌شود، گرما آزاد می‌شود و تقریباً هیچ انرژی در طی این فرایند تلف نمی‌شود. ظرفی با چند متر مکعب نمک می‌تواند انرژی ترمو شیمیایی لازم برای گرم کردن یک خانه در طول زمستان ذخیره داشته باشد. دریک آب و هوای معتدل مانند آب و هوای کشور هلند یک خانوار کم مصرف به‌طور متوسط به انرژی به حدود ۶٫۷ گیگا ژول در زمستان نیاز دارد، برای ذخیره این مقدار انرژی در آب (در دمای ۷۰ درجه سانتیگراد)، ۲۳ مترمکعب آب عایق بندی ذخیره شده نیاز است که این عدد بیش از توانایی ذخیره‌سازی اکثر خانوارها می‌باشد که با استفاده از فناوری نمک هیدرات با تراکم ذخیره‌سازی حدود 1 GJ / m3، ۴–۸ متر مکعب می‌توان این مقدار را تأمین نمود.
از سال ۲۰۱۶، محققان در چندین کشور آزمایش‌هایی برای تعیین بهترین نوع نمک یا مخلوط از نمک‌ها انجام می‌دهند. فشار کم در مخازن به نظر می‌رسد که برای حمل و نقل انرژی مناسب است، به ویژه نمک‌های آلی که در اصطلاح مایع یونی نامیده می‌شوند نوید بخش هستند. آن‌ها درمقایسه با هالیدهای جذب‌کننده لیتیومی کم‌یاب پیچیدگی کمتری دارند، و در قیاس با بیشتر هالیدها و نیز سدیم هیدروکسید خورندگی کمتر دارند و اثرات نامطلوب کمتری به وسیلهٔ گاز CO2 ایجاد می‌کنند.

### پیوندهای مولکولی
انرژی ذخیره شده در پیوندهای مولکولی در حال بررسی است که از آن‌ها تراکم انرژی معادل با انرژی باتری‌های یون-لیتومی بدست آمده‌است.